# Mont-Disse
Mont-Disse är en kommun i departementet Pyrénées-Atlantiques i regionen Nouvelle-Aquitaine i sydvästra Frankrike. Kommunen ligger i kantonen Garlin som tillhör arrondissementet Pau. År 2022 hade Mont-Disse 81 invånare.

## Befolkningsutveckling
Antalet invånare i kommunen Mont-Disse
| Referens: INSEE |